# 市ヶ尾横穴古墳群
市ヶ尾横穴古墳群（いちがおよこあなこふんぐん）または市ヶ尾横穴墓群（いちがおよこあなぼぐん）は、神奈川県横浜市青葉区市ケ尾町にある横穴墓群。神奈川県指定史跡に指定されている。

## 概要
1933年（昭和8年）に発見された。1957年（昭和32年）に神奈川県の史跡に指定され、1978年（昭和53年）に市ヶ尾遺跡公園として整備された。
鶴見川（谷本川）左岸の丘陵地帯に位置し、谷本川に向けて南向きに開いた谷戸地の崖面を掘って造営された。12基ある北側のA群と、7基ある南側のB群に分かれており、6世紀後半から7世紀後半にかけての古墳時代末期に造られた有力な農民の墓と考えられている。墓群の内外からは須恵器や土師器などの副葬品も見つかっている。公園内は、墓群に沿うように散策路が整備されている。
市ケ尾町を含む青葉区内は、横穴墓や古墳が多く存在し、当遺跡の西約800メートルの地点には、都筑の地を統合した歴代の首長や一族の墓である稲荷前古墳群（県指定史跡）がある。

## 写真

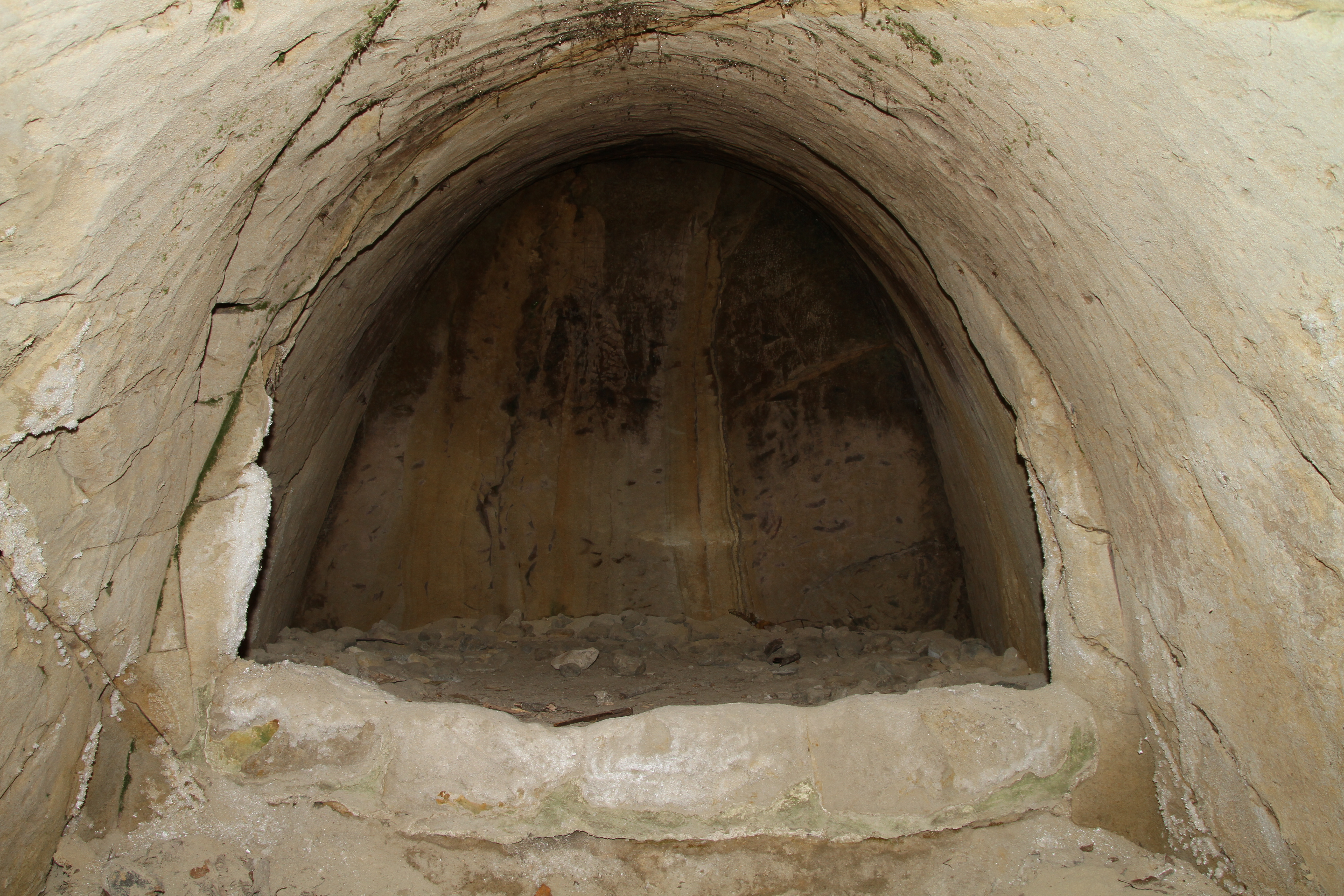
A-8号横穴の内部
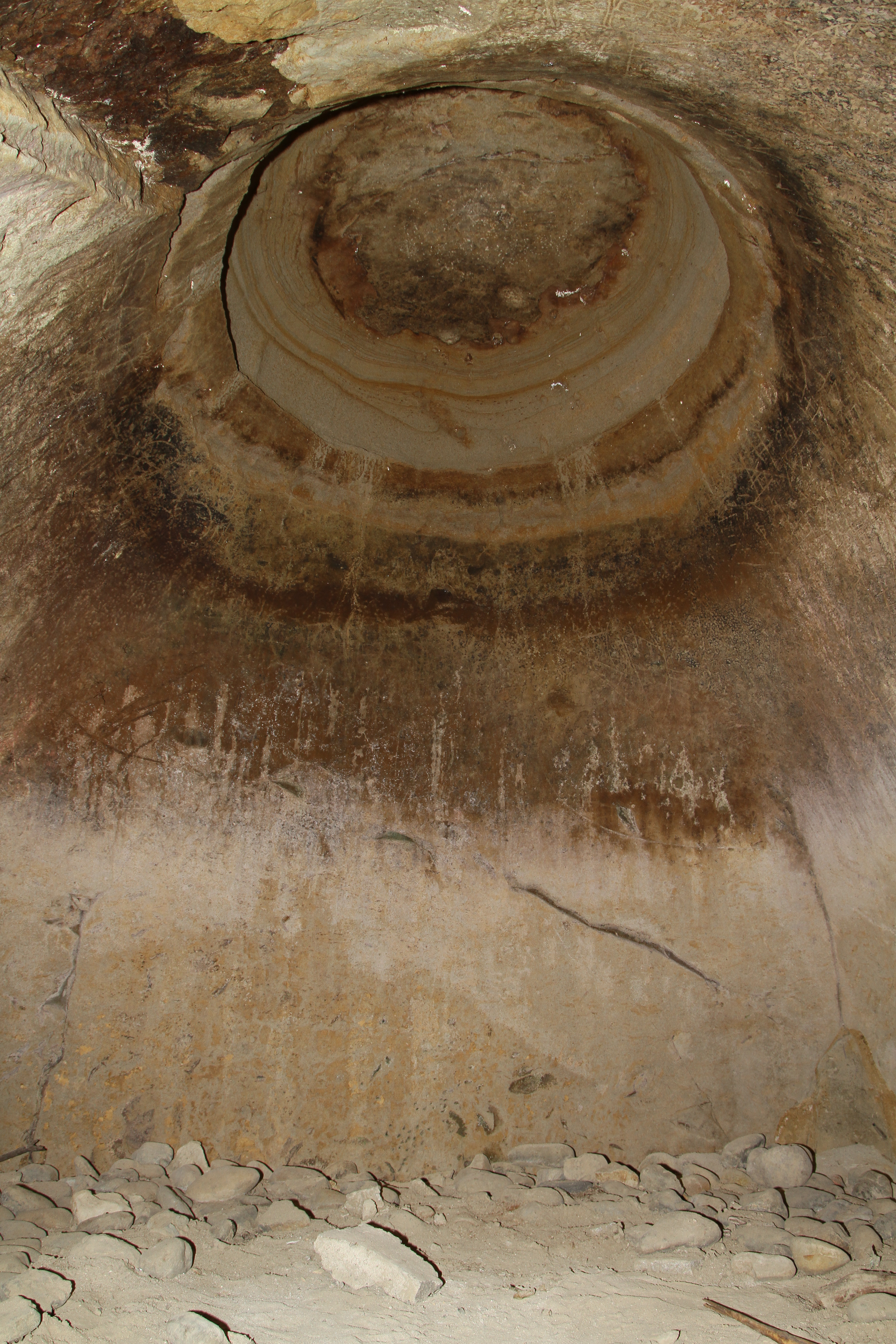
A-9号横穴の内部
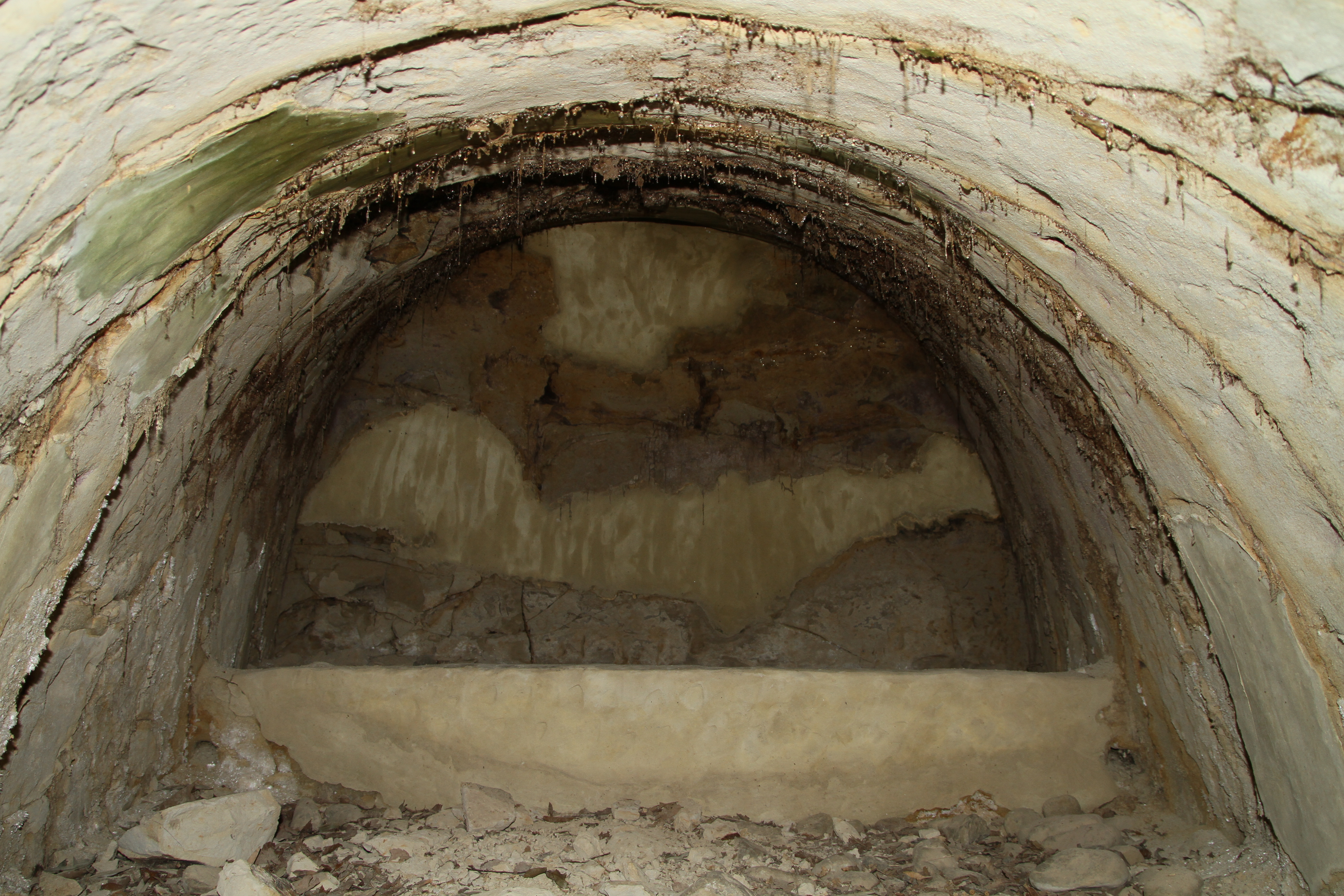
B-2号横穴の内部
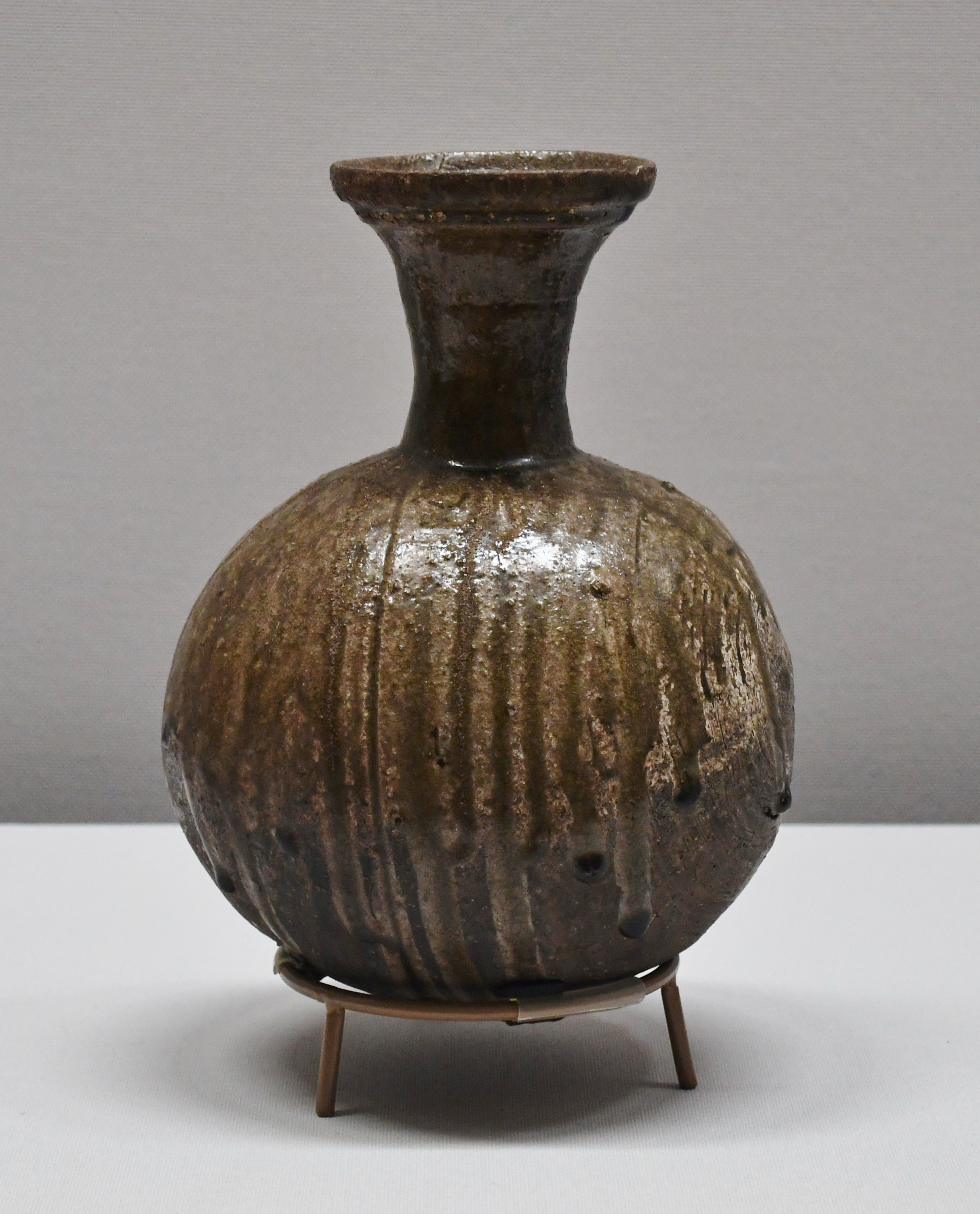
須恵器 フラスコ形長頸瓶 東京国立博物館展示。